# Papuaner

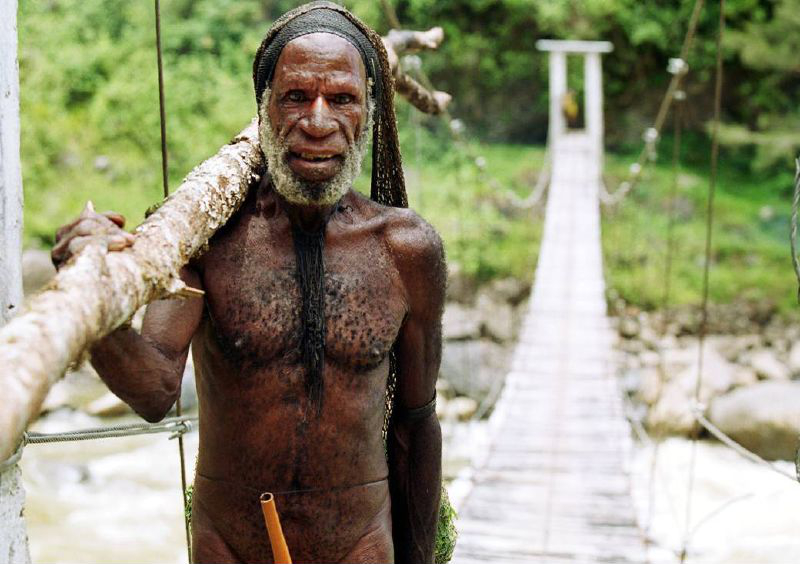
Man från Danifolket på Nya Guinea

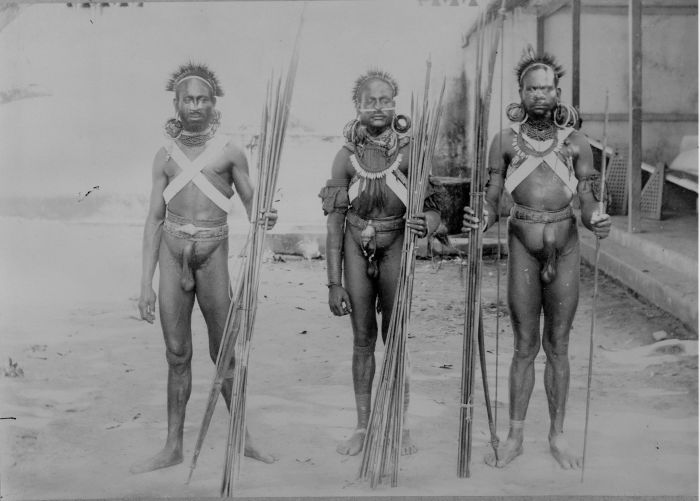
Papuanska krigare från Kaja Kaja-stammen i full stridsmundering

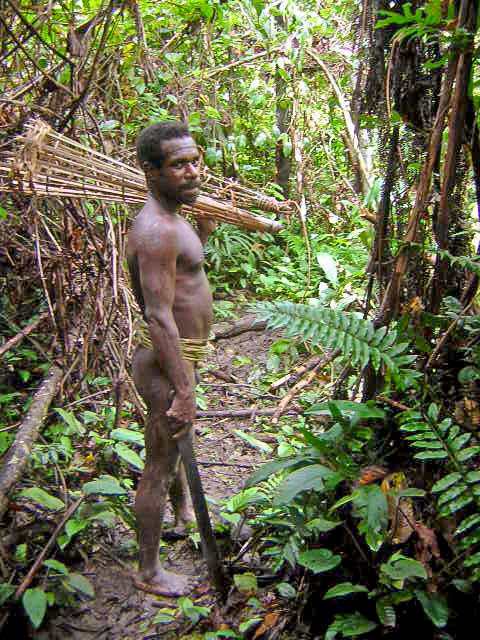
Man från Korowai-stammen

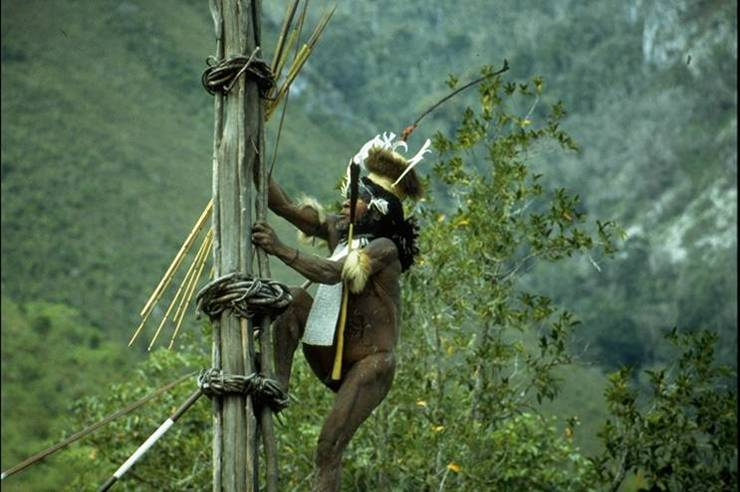
Kurulu Village War Chief at Baliem Valley

Papuaner är samlande benämning för ett stort antal (omkring tusen) folkslag som lever på Nya Guinea och talar olika papuanska språk. De är sannolikt ättlingar till de första människorna som kom till ön, för omkring 40 000 år sedan.
Flertalet papuaner bedriver småskaligt jordbruk, kompletterat med jakt och samlande. Vissa belägg finns för att Nya Guinea är ett av bara några få ställen på jorden där jordbruk har uppfunnits. Grisen är både kulturellt och ekonomiskt det viktigaste husdjuret.
De papuanska folken är uppdelade i omkring tusen stammar, som talar ungefär lika många separata språk, vilket för Nya Guinea till jordens språktätaste område. Småkrig mellan stammarna i mer eller mindre rituella former är mycket vanligt förekommande. Ett vanligt inslag i de papuanska kulturerna är långhus där de vuxna männen bor, medan kvinnor och barn bor i familjehyddor.